# La Contre Allée
Pour les articles homonymes, voir La Contre-allée.
 (septembre 2024).
Si vous disposez d'ouvrages ou d'articles de référence ou si vous connaissez des sites web de qualité traitant du thème abordé ici, merci de compléter l'article en donnant les références utiles à sa vérifiabilité et en les liant à la section « Notes et références ».
La Contre Allée est une maison d'édition française installée à Lille. Elle a été fondée en 2008.
Sa ligne éditoriale s'inscrit autour de la thématique  Littérature et Société. Les ouvrages publiés s'intéressent au devenir et à la condition de l'individu au cœur de la société contemporaine.
Au-delà de l'édition, l'objectif est d'organiser, autour de cette thématique et des ouvrages publiés, des résidences de création, des expositions, des lectures et rencontres publiques, pour structurer un espace de ressources et de recherches.

## Catalogue
Parmi les auteurs publiés par les éditions de la Contre Allée, on peut citer notamment Arno Bertina, Jana Černá, Alfons Cervera, Lou Darsan, Amandine Dhée, Carole Fives, Thomas Giraud, Noémie Grunenwald (d), Sophie G. Lucas, Makenzy Orcel, Irma Pelatan, Ferdinand Peroutka, Pablo Martín Sánchez, Olga Tokarczuk, Víctor del Árbol, Nathalie Yot, ou encore Jean-François Pocentek (d).